# Paul Lynch (regizor)
Paul Lynch (n. 11 iunie 1946, Liverpool, Anglia, Regatul Unit) este un regizor de film și regizor de televiziune englezo-canadian.

## Biografie și carieră
Lynch a venit în Canada în 1960. A părăsit școala pentru a deveni caricaturist al ziarului Toronto Star și apoi a lucrat ca fotograf pentru o serie de ziare din orașe mai mici. Acest lucru a dus la o carieră în film, inclusiv un documentar de 90 de minute pentru revista Penthouse la cererea editorului său, Bob Guccione. Primul său lungmetraj a fost The Hard Part Begins, considerat a fi un clasic al cinematografiei englezo-canadiene timpurii. Acesta a fost urmat de succesul la box-office Prom Night, un film slasher cu Jamie Lee Curtis și Leslie Nielsen. Lynch a realizat filme doar periodic, având în schimb o carieră de regizor pentru televiziunile americane.

## Filmografie

### Filme
- The Hard Part Begins (1973)
- Blood & Guts (1978)
- Prom Night (1980)
- Humongous (1982)
- Cross Country (1983)
- Blindside (1986)
- Flying (a.k.a. Dream to Believe, 1986)
- Bullies (1986)
- On the Prowl (1991)
- No Contest (1995)
- No Contest II (a.k.a. Face the Evil, 1997)
- More to Love (1999)
- Frozen with Fear (2000)
- The Keeper (2004)

### Filme de televiziune
- Teenage Marriage (1968)
- Mania (1986)
- Really Weird Tales (1987)
- Cameo by Night (1987)
- Going to the Chapel (a.k.a. Wedding Day Blues, 1988)
- Maigret (1988)
- She Knows Too Much (1989)
- Murder by Night (a.k.a. Nightmare, 1989)
- Double Your Pleasure (a.k.a. The Reluctant Agent, 1989)
- Drop Dead Gorgeous (a.k.a. Victim of Beauty, 1991)
- Spenser: Ceremony (1993)
- Savage Planet (2007)

### Seriale de televiziune
- Petrocelli (1974)
- Darkroom (1981)
- Voyagers! (1982)
- Verdict crimă (Murder, She Wrote, 1984)
- Moonlighting (1985)
- The Ray Bradbury Theater (1985)
- The Twilight Zone (1985)
- Blacke's Magic (1986)
- Mike Hammer (1987)
- Tour of Duty (1987)
- Beauty and the Beast (1987)
- Star Trek: Generația următoare (episodele: "The First Duty", "11001001", "The Naked Now", "Unnatural Selection" și "A Matter of Time")
- Hooperman (1988)
- The Bronx Zoo (1988)
- Beverly Hills Buntz (1988)
- In the Heat of the Night (1989)
- Top Cops (1990)
- Dark Shadows (1991)
- Matrix (1993)
- Star Trek: Deep Space Nine (1993) (episodele: "A Man Alone", "Babel", "Q-Less", "The Passenger" și "Battle Lines")
- Kung Fu: The Legend Continues (1993)
- Robocop: The Series (1994)
- Due South (1994)
- Lonesome Dove: The Series (1994)
- Liberty Street (1994)
- Xena, Prințesa războinică (Xena: Warrior Princess, 1995)
- Land's End (1995)
- Baywatch Nights (1995)
- La Limita Imposibilului (The Outer Limits, 1995)
- Viper (1995)
- F/X: The Series (1996)
- Poltergeist: The Legacy (1996)
- The Magician's House (1999)
- Sliders (1998-1999)
- So Weird (1999-2001)

## Legături externe
- Paul Lynch la Internet Movie Database
- Paul Lynch la Northern Stars Arhivat în 21 octombrie 2020, la Wayback Machine. - canadieni în filme
- Rezumatul TV.com despre Paul Lynch Arhivat în 13 iunie 2008, la Wayback Machine.
- Revista Cinema Canada martie 1983 - Paul Lynch: erou muncitoresc de Connie Tadros Arhivat în 4 august 2020, la Wayback Machine.
- Filme ascunse (Hidden Films) - Interviu cu Paul Lynch